# الحزب الاشتراكي الديمقراطي الكردستاني
الحزب الاشتراكي الديمقراطي الكردستاني هو حزب سياسي في كردستان العراق تأسس سنة 1976 بعد أن انشق أعضاء من الحزب الديمقراطي الكردستاني بعد النزاعات داخل الحزب بين القيادة العسكرية آنذاك بقيادة ملا مصطفى البارزاني وبين القيادة السياسية بقيادة جلال طالباني وإبراهيم أحمد عام 1975.
كان أول رئيس للحزب هو صالح اليوسفي، وبعد اغتيال صالح اليوسفي في 25 حزيران 1981 في بغداد تراس الحزب محمود عثمان ولكنه استقال عن الحزب سنة 1992 وتراس الحزب محمد حاجي محمود إلى هذه اللحظة ويمتلك الحزب مقعدا واحدا في برلمان إقليم كردستان العراق في دورته الرابعة.

## وصلات خارجية
- الموقع الرسمي